# Mick Talbot
Michael Talbot, detto Mick (Wimbledon, 11 settembre 1958), è un musicista e cantante britannico, fondatore dei The Merton Parkas, un gruppo mod revival londinese.
Con lo scioglimento dei Merton Parkas, Talbot entra a far parte dei Dexys Midnight Runners, e successivamente dei The Bureau, prima di fondare insieme a Paul Weller gli Style Council, nei quali avrà il ruolo di pianista, tastierista, organista e cantante. Successivamente entrò a far parte della band acid jazz dei Galliano. Dal 2000 è il tastierista dei The Who.